# أوكالبتوس باكستري
أوكالبتوس باكستري (الاسم العلمي:Eucalyptus baxteri) هو نوع من النباتات يتبع جنس الأوكالبتوس من فصيلة الآسية.